# Scaphiella bordoni
Scaphiella bordoni là một loài nhện trong họ Oonopidae.
Loài này thuộc chi Scaphiella. Scaphiella bordoni được miêu tả năm 1987 bởi Dumitrescu & Georgescu.